# Torrsjö
Torrsjö är en sjö i kommunen Raseborg i landskapet Nyland i Finland. Sjön ligger 31,6 meter över havet. Arean är 32 hektar och strandlinjen är 4,57 kilometer lång. Sjön  ingår i Skärgårdshavets kustområde, Åland.   Den ligger omkring 82 km väster om Helsingfors. 
I sjön finns ön Lepoholmen. 